# Parascaris equorum
Parascaris equorum är en rundmaskart som först beskrevs av Johann August Ephraim Goeze 1782.  Parascaris equorum ingår i släktet Parascaris och familjen Ascarididae. Arten är reproducerande i Sverige. Inga underarter finns listade i Catalogue of Life.